# Freaky!
Chansons représentant Saint-Marin au Concours Eurovision de la chanson
Say Na Na Na
(2019)
Freaky! est une chanson de la chanteuse italienne Senhit sortie le 9 mars 2020 en téléchargement numérique. La chanson aurait dû représenter Saint-Marin au Concours Eurovision de la chanson 2020, à Rotterdam, aux Pays-Bas.

## À l’Eurovision
Freaky! devait représenter Saint-Marin au Concours Eurovision de la chanson 2020 après avoir remporté un vote en ligne, le 9 mars 2020.
La chanson aurait dû être interprétée en cinquième position de l'ordre de passage de la deuxième demi-finale, le 14 mai 2020. Cependant, le 18 mars 2020, l'annulation du Concours en raison de la pandémie de Covid-19 est annoncée.